# Cirque du Soleil
Cirque du Soleil (z fr. Cyrk Słońca) – kanadyjska firma rozrywkowa określająca się jako „niezwykłe połączenie sztuki cyrkowej i ulicznej”. Założona w Baie-Saint-Paul w 1984 przez byłych artystów ulicznych: Guya Laliberté i Gilles’a Ste-Croix. Z powodu globalnego lockdownu i utraty zysków firma ogłosiła w czerwcu 2020 upadłość. 24 listopada 2020 ogłoszono, że widmo bankructwa zostało zażegnane, a firma została sprzedana grupie swoich wierzycieli skupionej wokół kanadyjskiego funduszu inwestycyjnego Catalyst Capital Group.

## Historia
Tuż po utworzeniu w 1980 artyści występowali pod nazwą Les Echassiers, jeżdżąc po Quebecu. Ich początkowe problemy finansowe zniknęły w 1983, gdy otrzymali dotację rządową od Canada Council for the Arts w ramach obchodów 450. rocznicy odkrycia Kanady przez Jacques’a Cartiera. Tournée Le Grand Tour du Cirque du Soleil odniosło sukces w 1984 i po zapewnieniu dotacji na kolejny rok Laliberte zatrudnił Guya Carona z Narodowej Szkoły Cyrkowej, aby stworzyć cyrk z prawdziwego zdarzenia. Teatralność, koncentracja na artystach i brak występów zwierząt pozwalają określić Cirque du Soleil jako cyrk współczesny (nouveau cirque).
Każdy pokaz w Cirque du Soleil stanowi syntezę stylów cyrkowych z całego świata mających własną fabułę i temat. W trakcie przedstawienia muzyka jest wykonywana na żywo i sami artyści (a nie personel techniczny) zmieniają dekoracje. Po sukcesach i porażkach finansowych w późnych latach 80. Franco Dragone wyreżyserował spektakl Nouvelle Experience, który nie tylko uczynił Cirque du Soleil rentownym w 1990, ale też pozwolił na stworzenie nowych przedstawień.
Od początku lat 90. Cirque du Soleil rozrastał się bardzo szybko. Powiększył swój repertuar z jednego do dziewiętnastu spektakli wystawianych obecnie w ponad 271 miastach na każdym kontynencie z wyjątkiem Antarktydy. Przy tworzeniu widowisk pracuje około 4000 osób z ponad 40 krajów, a zyski przekraczają 810 milionów dolarów rocznie.
Liczne stacjonarne spektakle przy Las Vegas Strip przyciągają co wieczór ponad 9000 osób, co stanowi 5% turystów odwiedzających miasto, a liczba widzów, którzy wzięli udział w widowisku Cirque du Soleil na całym świecie przekroczyła 90 milionów. W 2000 Laliberte wykupił firmę Gauthier i, posiadając 95% udziałów, kontynuował rozwój marki. W 2008 podzielił 20% swoich akcji po równo między dwie grupy inwestycyjne: Istithmar World i Nakheel z Dubaju, aby zdobyć środki na dalszą realizację celów firmy. We współpracy z tymi dwiema grupami Cirque du Soleil zamierzał stworzyć w Zjednoczonych Emiratach Arabskich stałe przedstawienie w reżyserii Guya Carona (Dralion) i Michaela Curry’ego. Jednakże finansowe problemy Dubaju w 2010, spowodowane recesją z 2008, zmusiły Laliberte do tymczasowego odłożenia projektu w czasie i skłoniły do poszukiwania innych partnerów finansowych mogących zapewnić środki do realizacji przyszłych planów cyrku, nawet za cenę sprzedaży kolejnych 10% udziałów. Obecnie trwają prace nad kilkoma spektaklami w różnych częściach świata, linią ubrań dla kobiet, oraz pertraktacje z telewizją. Rozważane jest także wejście na takie rynki jak gabinety spa, restauracje i kluby nocne. Cirque du Soleil organizuje także każdego roku kilka prywatnych firmowych wydarzeń (dotychczasowi klienci to m.in. rodzina królewska z Dubaju i Super Bowl 2007).
Widowiska Cirque du Soleil otrzymały wiele nagród i wyróżnień, w tym: nagrodę Bambi w 1997, Rose d'Or w 1989, nagrodę Drama Desk w 1991 i 1998, trzy nagrody Gemini, cztery Primetime Emmy oraz gwiazdę na Hollywoodzkiej Alei Sławy.

## Przedstawienia
| Nazwa spektaklu                          | Premiera   | Miejsce prezentacji                                            | Forma prezentacji                                                                   | Status     |
| ---------------------------------------- | ---------- | -------------------------------------------------------------- | ----------------------------------------------------------------------------------- | ---------- |
| Le Grand Tour du Cirque du Soleil        | 1984.06.16 | Tournée                                                        | Pod namiotem                                                                        | zakończone |
| La Magie Continue                        | 1986.04.20 | Tournée                                                        | Pod namiotem                                                                        | zakończone |
| Le Cirque Réinventé                      | 1987.05.07 | Tournée                                                        | Pod namiotem                                                                        | zakończone |
| Nouvelle Expérience                      | 1990.05.08 | Tournée                                                        | Pod namiotem                                                                        | zakończone |
| Saltimbanco                              | 1992.04.23 | Tournée                                                        | Pod namiotem (1992 – 2006) W halach sportowych (2007 – 2012)                        | zakończone |
| Fascination                              | 1992.05.22 | Tournée                                                        | W halach sportowych                                                                 | zakończone |
| Mystère                                  | 1993.12.25 | Treasure Island Hotel and Casino Treasure Island, Las Vegas    | Stacjonarne                                                                         | wystawiane |
| Alegría                                  | 1994.04.21 | Tournée                                                        | Pod namiotem (1994 – 2009) W halach sportowych (2009 – 2013) Pod namiotem (od 2019) | wystawiane |
| Quidam                                   | 1996.04.23 | Tournée                                                        | Pod namiotem (1996 – 2010) W halach sportowych (od 2010 – 2016)                     | zakończone |
| O                                        | 1998.10.15 | Bellagio (resort and casino)Bellagio, Las Vegas                | Stacjonarne                                                                         | wystawiane |
| La Nouba                                 | 1998.12.23 | Downtown Disney (Walt Disney World), Lake Buena Vista, Floryda | Stacjonarne                                                                         | zakończone |
| Dralion                                  | 1999.04.22 | Tournée                                                        | Pod namiotem (1999 – 2010) W halach sportowych (2010-2015)                          | zakończone |
| Varekai                                  | 2002.04.22 | Tournée                                                        | Pod namiotem (2002 – 2013) W halach sportowych (od 2013-2017)                       | zakończone |
| Zumanity                                 | 2003.07.31 | New York-New York Hotel and Casino, Las Vegas Strip            | Stacjonarne                                                                         | wystawiane |
| Kà                                       | 2005.02.03 | MGM Grand Las Vegas, Las Vegas                                 | Stacjonarne                                                                         | wystawiane |
| Corteo                                   | 2005.04.21 | Tournée                                                        | Pod namiotem (od 2005 – 2015) W halach sportowych (od 2018)                         | wystawiane |
| Delirium                                 | 2006.01.26 | Tournée                                                        | W halach sportowych                                                                 | zakończone |
| Love                                     | 2006.06.02 | The Mirage, Las Vegas                                          | Stacjonarne                                                                         | wystawiane |
| Koozå                                    | 2007.04.19 | Tournée                                                        | Pod namiotem (od 2007)                                                              | wystawiane |
| Wintuk                                   | 2007.11.01 | Madison Square Garden, Nowy Jork                               | W halach sportowych (sezonowo)                                                      | zakończone |
| Zaia                                     | 2008.07.26 | The Venetian Macao, Makau                                      | Stacjonarne (2008 – 2012)                                                           | zakończone |
| Zed                                      | 2008.08.15 | Tokyo Disney Resort, Tokio                                     | Stacjonarne (2008 – 2011)                                                           | zakończone |
| Criss Angel Believe                      | 2008.09.26 | Luxor Las Vegas, Las Vegas                                     | Stacjonarne (2008 – 2016)                                                           | zakończone |
| Ovo                                      | 2009.04.23 | Tournée                                                        | Pod namiotem (od 2009 – 2015) W halach sportowych (od 2016)                         | wystawiane |
| Banana Shpeel                            | 2009.11.19 | Tournée                                                        | W halach sportowych (2009 – 2010)                                                   | zakończone |
| Viva Elvis                               | 2009.12.16 | Aria Resort and Casino, Las Vegas                              | Stacjonarne                                                                         | zakończone |
| Totem                                    | 2010.04.22 | Tournée                                                        | Pod namiotem (od 2010)                                                              | wystawiane |
| Zarkana                                  | 2011.06.29 | Aria Resort and Casino, Las Vegas (2009 – 2012)                | W halach sportowych (2011 – 2012) Stacjonarne (od 2012 – 2016)                      | zakończone |
| Iris                                     | 2011.09.25 | Dolby Theatre, Los Angeles                                     | Stacjonarne (2011 – 2013)                                                           | zakończone |
| Michael Jackson: The Immortal World Tour | 2011.10.02 | Tournée                                                        | W halach sportowych                                                                 | zakończone |
| Amaluna                                  | 2012.04.19 | Tournée                                                        | Pod namiotem (od 2012)                                                              | wystawiane |
| Michael Jackson: One                     | 2013.05.23 | Mandalay Bay Resort and Casino, Las Vegas                      | Stacjonarne                                                                         | wystawiane |
| Kurios: Cabinet of Curiosities           | 2014.04.24 | Tournée                                                        | Pod namiotem (od 2014)                                                              | wystawiane |
| JOYÁ                                     | 2014.11.08 | Riviera Maya, Meksyk                                           | Stacjonarne                                                                         | wystawiane |
| Toruk – The First Flight                 | 2015.12.12 | Tournée                                                        | W halach sportowych (od 2015)                                                       | wystawiane |
| Paramour                                 | 2016.04.16 | Broadway, Stany Zjednoczone / Hamburg, Niemcy                  | Stacjonarne (2016-2017, w Europie od 2019)                                          | wystawiane |
| Luzia                                    | 2016.04.21 | Tournée                                                        | Pod namiotem (od 2016)                                                              | wystawiane |
| Séptimo Día – No Descansaré              | 2017.03.09 | Tournée                                                        | W halach sportowych (2017 – 2018)                                                   | zakończone |
| Volta                                    | 2017.04.20 | Tournée                                                        | Pod namiotem (od 2017)                                                              | wystawiane |
| Crystal                                  | 2017.10.05 | Tournée                                                        | W halach sportowych (od 2017)                                                       | wystawiane |
| Bazzar                                   | 2018.11.14 | Tournée                                                        | Pod namiotem (od 2018)                                                              | wystawiane |
| X (The Land of Fantasy)                  | 2019.08.10 | Hangzhou, Chiny                                                | Stacjonarne (od 2019)                                                               | wystawiane |
| Messi10                                  | 2019.10.10 | Tournée                                                        | Pod namiotem (od 2019)                                                              | wystawiane |

## Występy Cirque du Soleil w Polsce

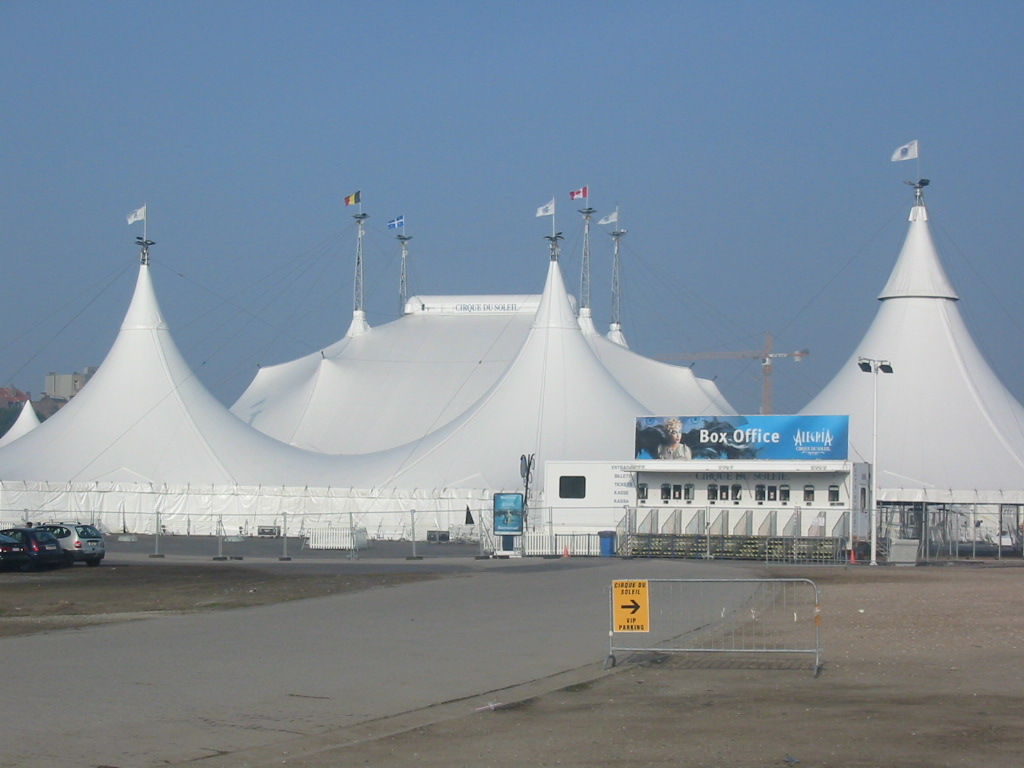
Biały namiot, pod którym odbywają się przedstawienia w Europie. Pod jego sztambertem Polacy mogli podziwiać produkcję „Koozå”.

Cirque du Soleil prezentował w Polsce spektakle:
- „Saltimbanco” – Gdańsk (Ergo Arena) od 19 do 22 stycznia 2012[16],
- „Alegria” – Gdańsk (Ergo Arena) od 31 lipca do 4 sierpnia 2013[16],
- „Dralion” – Wrocław (Hala Stulecia) od 3 do 6 kwietnia 2014[16],
- „Koozå” – Warszawa (Błonia Stadionu Narodowego) od 19 września do 19 października 2014[17],
- „Quidam” – Kraków (Tauron Arena) od 12 do 14 czerwca 2015 oraz Gdańsk (Ergo Arena) od 18 do 21 czerwca 2015[18],
- „Ovo” – Kraków (Tauron Arena) od 13 do 15 kwietnia 2018 oraz Gdańsk/Sopot (Ergo Arena) od 19 do 22 kwietnia 2018[19],
- „Toruk – Pierwszy lot” – Kraków (Tauron Arena) od 6 do 10 marca 2019[20].
- „Crystal” – Kraków (Tauron Arena) od 23 do 26 stycznia 2020 oraz Gdańsk/Sopot (Ergo Arena) od 30 stycznia do 2 lutego 2020

## Filmografia

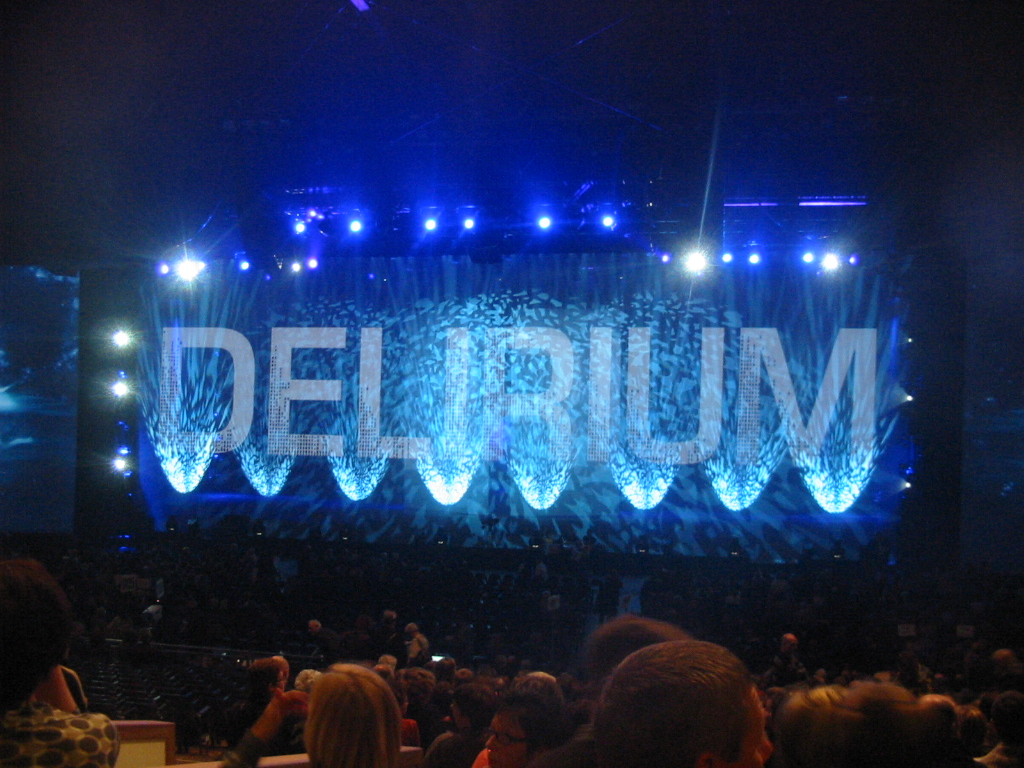
Scena przedstawienia „Delirium”

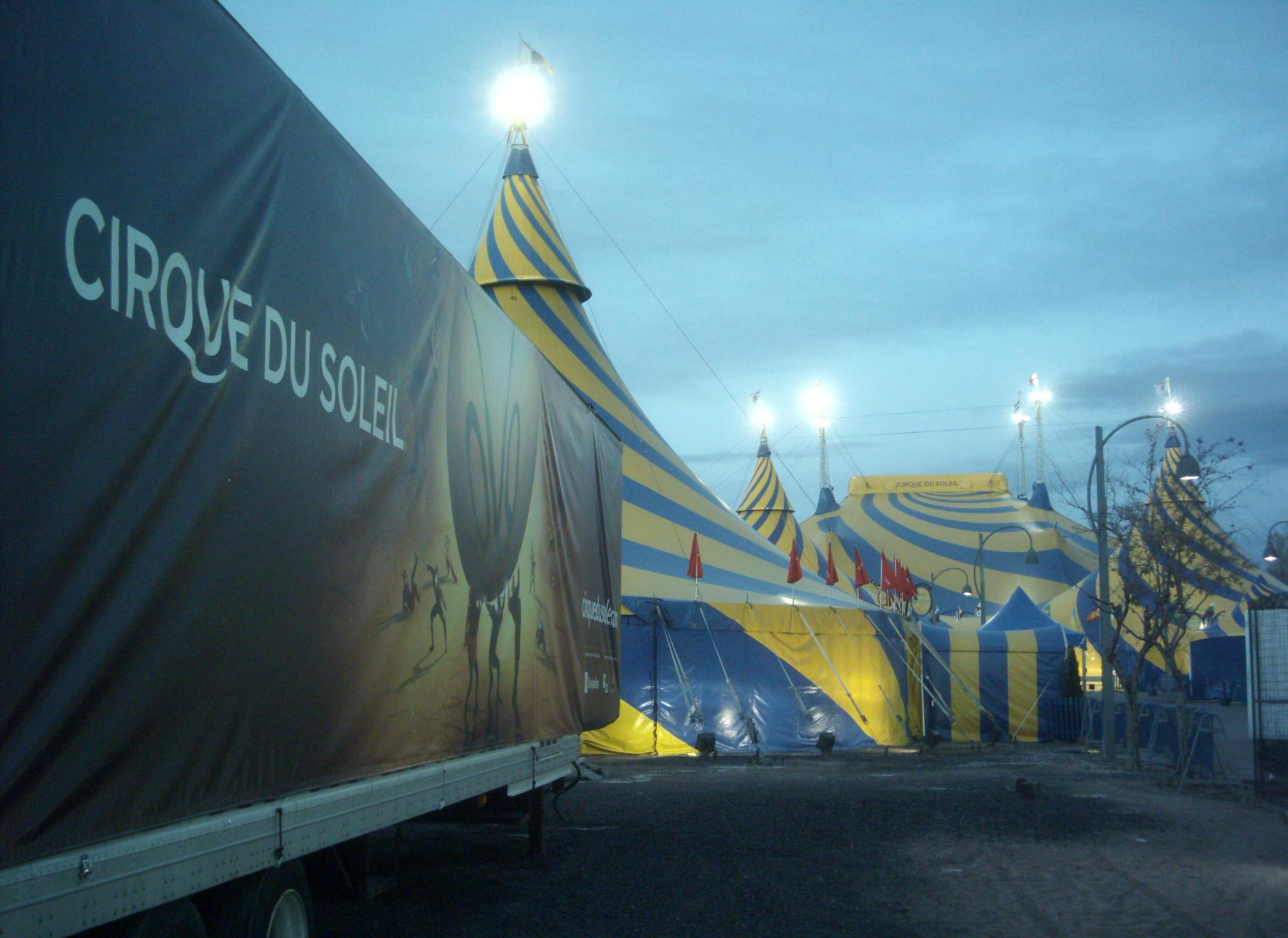
Namiot Cirque du Soleil

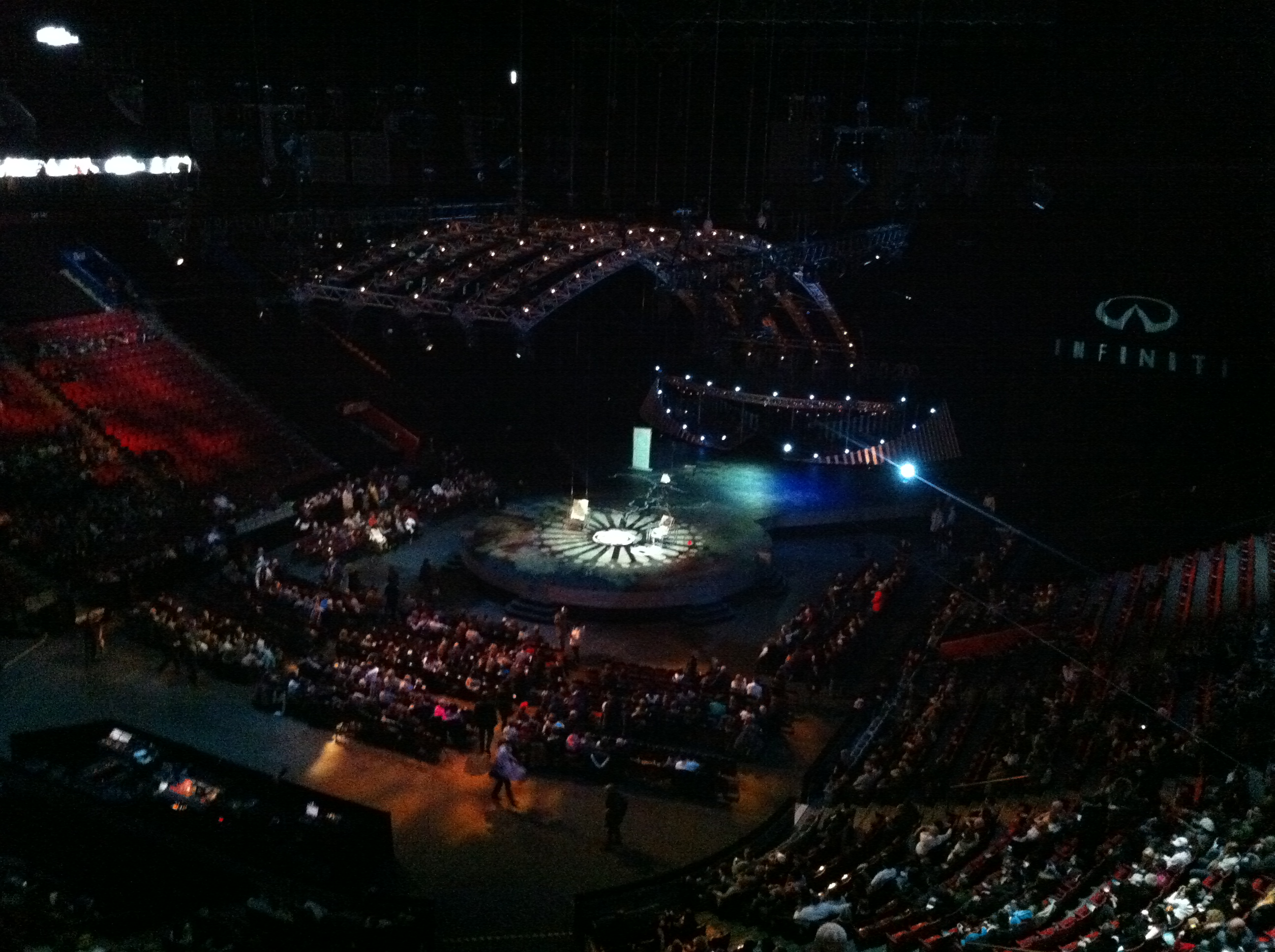
Scena na której prezentowany był spektakl „Quidam”

| ROK  | TYTUŁ                                          | INFORMACJE DODATKOWE |
| ---- | ---------------------------------------------- | --- |
| 1986 | La Magie Continue                              | Film upamiętniający produkcję „La Magie Continue” (spektakl) |
| 1989 | Le Cirque Réinventé                            | Film upamiętniający produkcję „Le Cirque Réinventé” (spektakl) |
| 1991 | Quel Cirque                                    | Film upamiętniający tworzenie produkcji „Nouvelle Expérience” |
| 1991 | Nouvelle Expérience                            | Film upamiętniający produkcję „Nouvelle Expérience” (spektakl) |
| 1992 | Saltimbanco’s Diary                            | Film upamiętniający tworzenie produkcji „Saltimbanco” |
| 1994 | Saltimbanco                                    | Film upamiętniający produkcję „Saltimbanco” (spektakl) |
| 1994 | A Baroque Odyssey                              | Retrospekcja jubileuszu 10-lecia |
| 1994 | The Truth of Illusion                          | Film upamiętniający tworzenie produkcji „Alegria” |
| 1996 | Full Circle: The Making of Quidam              | Kulisy produkcji „Quidam” |
| 1999 | Quidam                                         | Film upamiętniający produkcję „Quidam” (spektakl) |
| 1999 | Alegría, the Film                              | Adaptacja filmowa w reżyserii Franco Dragone, Film został oparty na tournée spektaklu                                                                                          |
| 1999 | In the Heart of Dralion                        | Film ukazujący kulisy spektaklu „Dralion” |
| 2000 | Journey of Man                                 | Kompilacja numerów ze spektakli „Quidam” i „Mystere”. Film nagrany w szerokim formacie, prezentowany w kinach IMAX                                                             |
| 2000 | Inside La Nouba: From Conception to Perception | Film dokumentalny o produkcji „La Nouba” |
| 2000 | Dralion                                        | Film upamiętniający produkcję „Dralion” (spektakl) |
| 2001 | Alegria                                        | Film upamiętniający produkcję „Alegria” (spektakl) |
| 2002 | Varekai                                        | Film upamiętniający produkcję „Varekai” (spektakl) |
| 2002 | Cirque du Soleil: Fire Within                  | 13-odcinkowy dokument ukazujący produkcję „Varekai”, ukazany w stacji telewizyjnej Bravo                                                                                       |
| 2003 | Whatever 'Stie                                 | Parodia „Varekai” w wykonaniu obsługi technicznej; DVD wydane jedynie artystom spektaklu                                                                                       |
| 2003 | La Nouba                                       | Film upamiętniający produkcję „La Nouba” (spektakl) |
| 2004 | Midnight Sun                                   | Nagranie koncertu zorganizowanego z okazji 25-lecia Międzynarodowego Festiwalu Jazzu w Montrealu oraz 20-lecia Cirque du Soleil                                                |
| 2004 | Solstrom                                       | Seria 13 odcinków, ukazanych w stacji telewizyjnej Bravo, ukazująca różne numery Cirque du Soleil                                                                              |
| 2005 | Kà Extreme                                     | Film dokumentalny, który ukazuje produkcję „Kà” od etapów tworzenia aż do daty premiery                                                                                        |
| 2006 | Corteo                                         | Film upamiętniający produkcję „Corteo” (spektakl) |
| 2006 | Lovesick                                       | Nakręcony w przeciągu dwóch lat w Las Vegas, podczas tworzenia produkcji „Zumanity”                                                                                            |
| 2007 | Flow                                           | Dokument prezentujący produkcję „O” w Las Vegas |
| 2007 | The Mystery of Mystère                         | Film dokumentalny o produkcji „Mystere” |
| 2007 | A Thrilling Ride through Koozå                 | Krótki film dokumentalny nakręcony w okresie tworzenia spektaklu „Koozå” |
| 2007 | Kà – Backstage                                 | Film nakręcony dla francusko języcznego kanału telewizyjnego Arte oraz niemieckiego kanału ZDF                                                                                 |
| 2008 | Koozå                                          | Film upamiętniający produkcję „Koozå” (spektakl) |
| 2008 | Delirium                                       | Ostatni występ Delirium nakręcony w Londynie |
| 2008 | All Together Now                               | Film dokumentalny nakręcony w okresie tworzenia spektaklu „LOVE” |
| 2010 | Zed in Tokyo                                   | Film dokumentalny nakręcony w okresie tworzenia spektaklu „ZED” |
| 2010 | Flowers in the Desert                          | Obraz ukazujący wszystkie spektakle w Las Vegas, w tym Viva Elvis |
| 2011 | Crossroads in Macao                            | Film dokumentalny nakręcony w okresie tworzenia spektaklu „Zaia” |
| 2012 | Cirque du Soleil: Worlds Away                  | Film stworzony we współpracy z Jamesem Cameronem i Andrew Adamsonem; zawiera sceny ze spektakli „O”, „Mystere”, „Kà”, „LOVE”, „Zumanity”, „Viva Elvis” i „Criss Angel Believe” |
| 2013 | Amaluna                                        | Film upamiętniający produkcję „Amaluna” (spektakl) |

## Dyskografia
| TYTUŁ                              | DATA WYDANIA                            | UTWORY NA PŁYCIE |
| ---------------------------------- | --------------------------------------- | --- |
| Cirque du Soleil (1987 album)      | 1 listopada 1987                        | 1. Ouverture 2. Personages 3. Chaise Musicale / Musical Chair 4. Bicycles 5. Masha 6. Les Pingouins / The Penguin Step 7. Tango 8. Trapeze 9. Charivari |
| Cirque du Soleil (1990 album)      | lipiec 1990 oraz 8 listopada 1994       | 1. Ouverture 2. Bulgares 3. Boule 4 4. Tango 5. Trapeze 6. Cadres 7. Fil De Fer 8. Bicyclettes 9. Boules 1 à 3 10. Les Chaises 11. Entracte 12. Pingouins |
| Nouvelle Expérience                | 1990 oraz 23 marca 1993                 | 1. Fanfare 2. Méandres 3. Boléro 4. Bascule 5. Fixe 6. Ballant 7. Baleines 8. Havi Vahlia 9. Suite Chinoise 10. Éclipse 11. L’Oiseau 12. Azimut 13. Sanza 14. Grosse Femme |
| Saltimbanco (1992 album)           | 9 października 1992                     | 1. Kumbalawé 2. Barock 3. Kazé 4. Amazonia 5. Norweg 6. Urgence 7. Pokinoï 8. Saltimbanco 9. Il Sogno Di Volare 10. Horéré Ukundé 11. Rideau |
| Saltimbanco (rozszerzony album)    | 19 marca 2002                           | 1. Kumbalawé 2. Barock 3. Kazé 4. Amazonia 5. Norweg 6. Urgence 7. Pokinoï 8. Saltimbanco 9. Il Sogno Di Volare 10. Horéré Ukundé 11. Rideau 12. Adagio (Adagio) 13. Arlequin (Juggling) |
| Saltimbanco (2005 reedycja)        | 17 maja 2005                            | 1. Kumbalawé 2. Saltimbanco 3. Cantus-Mélopée 4. Norweg 5. Kazé 6. Barock 7. Adagio 8. Amazonia 9. Pokinoï 10. Il Sogno Di Volare 11. Horéré Ukundé 12. Rideau |
| Saltimbanco Live in Amsterdam      | grudzień 1997                           | Płyta 1 1. Cloche et Présentation 2. Rideau 3. Kumbalawé 4. Adagio 5. Saltimbanco 6. Clown 7. Kazé / Norweg 8. Rêve 9. Arlequin 10. Rave Out Płyta 2 1. Tap Dance 2. Barock 3. Cantus-Mélopée 4. Amazonia 5. Démontage Trapèze 6. La Mort 7. Urgence 8. Il Sogno di Volare 9. Transfert 10. Horéré Ukundé |
| Saltimbanco (2005 reedycja)        | 17 maja 2005                            | 1. Kumbalawé 2. Saltimbanco 3. Cantus-Mélopée 4. Norweg 5. Kazé 6. Barock 7. Adagio 8. Amazonia 9. Pokinoï 10. Il Sogno Di Volare 11. Horéré Ukundé 12. Rideau |
| Alegría (1994 album)               | 27 września 1994 oraz czerwiec 2009     | 1. Alegría 2. Vai Vedrai 3. Kalandéro 4. Querer 5. Irna 6. Taruka 7. Jeux d’Enfants 8. Mirko 9. Icare 10. Ibis 11. Valsapena 12. Nocturne |
| Alegría (rozszerzony album)        | 11 czerwca 2002                         | 1. Alegría 2. Vai Vedrai 3. Kalandéro 4. Querer 5. Irna 6. Taruka 7. Jeux d’Enfants 8. Mirko 9. Icare 10. Ibis 11. Valsapena 12. Nocturne 13. Cerceaux (Manipulation) 14. Malioumba (Flying Man) |
| Alegría Live at Fairfax            | grudzień 1998                           | Płyta 1 1. Milonga 2. Ouverture 3. Mirko 4. Prelude to Vai Vedrai 5. Vai Vedrai 6. Jeux d’Enfants 1 7. Jeux d’Enfants 2 8. Fast Track 1 9. Fast Track 2 10. Fast Track 3 11. Fast Track 4 12. Oiseaux sur la Corde 13. La Perche 1 14. La Perche 2 15. Homme Fort 16. Hoola Hoops 17. La Tempête 18. Le Feu Płyta 2 1. Le Bal 2. The Letter 3. Prelude to Le Cube 4. Le Cube 5. Barres Russes 6. Bardak 1 7. Bardak 2 8. Prelude to Contorsion 9. Contorsion 10. Montage du Filet 11. Prelude to Grands Volants 12. Grands Volants 13. Alegría |
| Mystère (studio album)             | 8 listopada 1994 oraz 6 września 2005   | 1. Égypte 2. Rumeurs 3. Birimbau 4. Kunya Sobé 5. En Ville 6. Ulysse 7. Rondo 8. Caravena 9. Kalimando |
| Mystère: Live in Las Vegas         | 12 listopada 1996 oraz 16 sierpnia 2005 | 1. Ouverture/Ramsani 2. Misha 3. Égypte 4. Rondo/Double Face 5. Ulysse 6. Dôme 7. Kalimando 8. Kunya Sobé 9. En Ville/Frisco 10. Gambade 11. High Bar 12. Taïko 13. Finale |
| Quidam (studio album)              | 14 stycznia 1997 oraz 14 czerwca 2005   | 1. Atmadja 2. Incantation 3. Marelle 4. Rivage 5. Zydeko 6. Let Me Fall 7. Innocence 8. Carrousel 9. Steel Dream 10. Seisouso 11. Réveil 12. Quidam |
| Quidam (rozszerzony album)         | 19 lutego 2002                          | 1. Atmadja 2. Incantation 3. Marelle 4. Rivage 5. Zydeko 6. Let Me Fall 7. Innocence 8. Carrousel 9. Steel Dream 10. Seisouso 11. Réveil 12. Quidam 13. Misère (Banquine) 14. Enfants d’Acier (Diabolos) |
| Collection                         | 24 marca 1998                           | 1. Ouverture 2. Egypte 3. Kumbalawe 4. Suite Chinoise 5. Querer 6. Entracte 7. Pokinoï 8. Alegría 9. Kalimando 10. Grosse Femme |
| O                                  | 24 listopada 1998 oraz 16 sierpnia 2005 | 1. Jeux d’Eau 2. Mer Noire 3. Tzelma 4. Africa 5. Remous 6. Svecounia 7. Nostalgie 8. Simcha 9. Gamelan 10. Ephra 11. Désert 12. Terre Aride 13. O |
| Alegría: The Film Soundtrack       | 23 marca 1999                           | 1. Alegría 2. Frac’s Room/Frac and Train/Frac and Giulietta 3. Love Leaves Someone Behind 4. Opera/Fleur’s Trailer 5. Mirko/Vai Vedrai 6. Love Leaves Someone Behind/Chase/Factory 7. Herv 8. Child in His Eyes 9. Wedding 10. Irna 11. Herv/Giulietta and Fleur 12. Filet/Make-Up/Let Love Live [Instrumental] 13. Mountain of Clothes 14. Let Love Live [Instrumental] 15. Let Love Live |
| La Nouba                           | 29 czerwca 1999 oraz 16 sierpnia 2005   | 1. Once Upon A Time 2. A Tale 3. Porte 4. La Nouba 5. Distorted 6. Liama 7. Queens 8. À La Lune 9. Rêve Rouge 10. Urban 11. Propel 12. Jardin Chinois |
| Dralion                            | 9 listopada 1999 oraz 12 lipca 2005     | 1. Stella Errans 2. Ombra 3. Spiritual Spiral 4. Miracula Aeternitatis 5. Bamboo 6. Ballare 7. Ravendhi 8. Ninkou Latora 9. Aborigenes Jam 10. Hinko 11. Kamande |
| Journey of Man                     | 2 maja 2000                             | 1. Journey Of Man (vocals by Roxane Potvin) 2. Overture 3. Taiko 4. Birth 5. The Forest 6. In The Beginning 7. Youth 8. Flying 9. Réveil 10. Banquine 11. Journey Of Man (Instrumental) 12. Trip Hop |
| Varekai (2003)                     | 7 stycznia 2003                         | 1. Rain One 2. Le Rêveur 3. Vocea 4. Moon Licht 5. Patzivota 6. El Péndulo 7. Gitans 8. Kèro Hiréyo 9. Lubia Dobarstan 10. Emballa 11. Oscillum 12. Funambul 13. Resolution |
| Varekai (2004 reedycja)            | 27 lipca 2004                           | 1. Aureus 2. Rain One 3. Le Rêveur 4. Vocea 5. Moon Licht 6. Rubeus 7. Patzivota 8. El Péndulo 9. Gitans 10. Kèro Hiréyo 11. Infinitus 12. Lubia Dobarstan 13. Emballa 14. Oscillum 15. Funambul 16. Resolution |
| Varekai: Exclusive Premium Edition | 2003                                    | Płyta 1 1. Aureus 2. Rain One 3. Le Rêveur 4. Vocea 5. Moon Licht 6. Rubeus 7. Patzivota 8. El Péndulo 9. Gitans 10. Kèro Hiréyo 11. Infinitus 12. Lubia Dobarstan 13. Emballa 14. Oscillum 15. Funambul 16. Resolution Bonus CD 1. Célébration de l’Errance (Ouverture) 2. Trasparenza (Acrobatic Pas de Deux) 3. Euphoria (Icarian Games) 4. Sun Drum Fun (Body Skating) 5. Mutationis (Handbalancing on Canes) 6. Movimento (Georgian Dance) 7. El Péndulo – Fenomenon „Northern Comfort Mix” 8. Emballa – Llorca Remix                     |

## Wypadki
W 2009 Oleksandr Zhurov, akrobata Cirque du Soleil, zmarł po tym, jak spadł z trampoliny podczas treningu w jednym z obiektów firmy w Montrealu.
29 czerwca 2013 Sarah Guyard-Guillot, akrobatka pochodząca z Francji, zmarła po upadku z 15 metrów podczas przedstawienia Kà w MGM Grand w Las Vegas. Był to pierwszy wypadek w historii Cirque du Soleil, który zdarzył się podczas przedstawienia.
17 marca 2018 cyrkowiec Yann Arnaud, zmarł na skutek upadku na scenę podczas występu Cirque du Soleil na Florydzie.